# Nu lyser tusen glädjebloss
Nu lyser tusen glädjebloss är en psalm vars text är skriven av Hans Anker Jørgensen och översatt till svenska av Ylva Eggehorn. Musiken är skriven av Alf Bengtsson.

## Publicerad som
- Nr 812 i Psalmer i 2000-talet under rubriken "Verklighetsuppfattning, tillvaron som Guds skapelse".
- Nr 922 i Sång i Guds värld Tillägg till Svensk psalmbok för den evangelisk-lutherska kyrkan i Finland 2015 under rubriken "Tider och stunder".